# 장온 (후한)
장온(張溫, ? ~ 191년 11월 5일(음력 10월 1일))은 중국 후한 말기의 관료로, 자는 백신(伯愼)이며 형주 남양군 양현(穰縣) 사람이다.

## 생애

### 늙은 농부의 조롱
중상시(中常侍) 조등의 천거로 관직에 나아가, 연희 연간에 상서랑(尙書郞)이 되어 환제의 장릉(章陵) 행차를 수행하였다. 운몽(雲夢)을 지나 면수(沔水)에 이르렀는데, 백성들 중에 구경을 오지 않은 자가 없었으나 계속 밭을 일구던 한 늙은이만 구경하러 오지 않았다. 장온은 이를 이상하게 여겨 사람을 시켜 물어보았다.
| “ | 다른 사람들은 모두 구경하러 오는데, 당신만 그러지 않는 것은 왜입니까? | ” |

늙은이는 웃기만 하며 답하지 않았다.
장온은 말에서 내려 백 걸음 앞까지 가고, 직접 늙은이에게 물어보았다. 늙은이가 말하였다.
| “ | 저는 야인(野人)이라서 말씀을 알아들을 수가 없습니다. 제게 물어보셨는데, 천하가 어지러워 천자를 세우셨겠습니다만 다스려진 이후에 천자를 세우셨습니까? 천자를 세운다는 것은 천하를 아버지로써 섬기기 위해서인데, 그렇지 않다면 천하를 부려먹어 천자를 받들게 하시겠다는 겁니까? 옛 성왕(聖王)께서 세상을 다스리셨었는데, 누추한 굴을 파서 작은 방에 사시고, 만백성은 편히 살았습니다. 지금 당신의 주군은 사람을 혹사시키면서 멋대로 행동하고, 놀기만 하면서 부끄러운 기색도 없습니다. 저는 당신을 위해 부끄럽게 생각합니다만, 당신은 어째서 굴욕을 참으면서까지 사람들에게 구경을 오라고 하십니까! | ” |

장온은 심히 부끄러워하며 늙은이에게 이름을 물어보았으나, 그는 아무 말도 하지 않고 가버렸다.

### 순상과의 논쟁
장온은 수도에서 조요·가표·순상·이섭 등과 함께 교제하였다. 영천태수에 임명된 장온은 순상을 만나고 가표와 동석하여 논쟁하였는데, 수도에서는 이를 화제로 하여 우열을 가렸다. 장온은 조요에게 물어보았다.
| “ | 덕공(德公; 이섭의 자)은 뭐라고 하던가? | ” |

조요가 말하였다.
| “ | 아무 말도 없었소. | ” |

장온이 탄식하며 말하였다.
| “ | 덕공처럼 되어야 할텐데! 풋내기들을 억지로 흥분시키질 않는구나. | ” |

순상 또한 깨달은 바가 있어 마음을 고쳐먹었다.

### 조정에서의 행적
훗날 장온은 상서령(尙書令)이 되었고, 양선(楊璇)을 천거하여 상서복야(尙書僕射)로 삼았다.
광화 7년(184년) 여름 4월, 대사농 장온은 장제의 뒤를 이어 사공이 되었다. 장온은 단경·번릉·최열 등과 함께 공적과 명성이 있었으나, 삼공(三公)의 자리에 오르기 위하여 돈을 써 관직을 사들였다.
남양의 황건적 장만성이 거병하였는데, 공격을 받아 죽으니 조홍이 잔당을 이끌고 완성(宛城)에서 농성하였다. 진적중랑장(鎭賊中郞將) 주준은 완성을 포위하였으나, 6월에서 8월이 되도록 함락시키지 못하여 담당 관리가 주준을 중앙으로 복귀시키도록 상주하였다. 장온이 상소하였다.
| “ | 진나라는 백기를 썼고, 연나라는 악의를 썼으나, 모두 해를 넘겨서야 겨우 적을 이길 수 있었습니다. 개전을 눈앞에 두고 장군을 바꾸는 것은 병가에서 꺼리는 바입니다. 그 성공과 실패에 따라 책임을 지게 하십시오. | ” |

때문에 영제는 주준의 소환을 취소하였고, 주준은 조홍을 죽일 수 있었다.

### 서방의 반란
그 해 겨울, 북지군, 부한현(枹罕縣), 하관현(河關縣), 황중(湟中)의 선령강(先零羌)과 의종호(義從胡)가 북궁백옥(北宮伯玉)과 이문후(李文侯)를 장군으로 추대하고 난을 일으켰다. 변장·한수는 위협하여 군정을 맡기고 호강교위(護羌校尉) 영징(泠徵)과 금성태수 진의(陳懿)를 죽였다.
이듬해인 중평 2년(185년), 반란군은 기병 수만 명을 이끌고 삼보(三輔)를 침공하였다. 좌거기장군(左車騎將軍) 황보숭·중랑장(中郞將) 동탁 등이 토벌에 나섰으나, 황보숭은 음력 7월에 해임되었다. 음력 8월, 장온이 좌거기장군 · 가절(假節), 집금오 원방이 부장이 되어 북궁백옥 토벌에 나섰다. 동탁은 파로장군(破虜將軍)이 되어 탕구장군(盪寇將軍) 주신(周愼)과 함께 장온에 배속되었다.
장온은 모든 군에서 보기(步騎) 10만 명을 거두어 미양(美陽)에 주둔하였다. 조정에 요청하여 의랑(儀郞) 조기를 장사(長史)에, 의랑 도겸을 사마(司馬) 임명하고 별부사마(別部司馬) 손견을 도겸과 함께 두었다. 공손찬도 오환돌기(烏桓突騎)의 감독으로 종군하였으나, 오환이 반란을 일으켰기 때문에 유주로 돌아갔다.
예전에 장온이 사공을 지냈을 때, 이따금 예를 갖추어 장현(張玄)을 불렀으나 거절당한 적이 있었다. 출정을 나설 때, 장현이 잠옷에 띠만 두르고 오두막에서 나와 장온을 설득하였다.
| “ | 천하에 구름과 같이 도적들이 일어난 것은, 황문(黃門)과 상시(常侍)가 무도하기 때문이 아닙니까? 명공께서는 천하를 오로지하시며 위광은 무겁고, 관군의 요체를 장악하고 계십니다. 만일 금고(金鼓)를 울려 포진을 정비하고, 군정(軍正)을 불러 죄인들을 잡아 죽인다면 해내(海內)의 원한은 사라질 것입니다. 그러한 후에 숨어 지내는 충의로운 선비들을 등용하신다면, 변장 같은 무리는 손바닥 위에 두는 것이나 마찬가지입니다. | ” |

장현의 말을 들은 장온은 부르르 떨며 대답하지 못하다가 입을 열었다.
| “ | 처허(處虛; 장현의 자), 그대의 말을 기뻐하지 않을 자는 없겠소만 나를 돌아보니 그렇게는 안 될 것 같소. 어찌하면 좋겠소? | ” |

장현이 탄식하며 말하였다.
| “ | 말씀대로 하신다면 다행이겠습니다만, 하지 않으시면 반역자가 됩니다. 이제 공과는 영원히 이별하려 합니다. | ” |

그러고는 약을 먹고 죽으려 하니, 장온이 이를 말리고 손을 잡으며 말하였다.
| “ | 그대는 내게 성의를 보여줬으나, 내가 듣지 않은 것이오. 이는 나의 죄이거늘, 그대는 어찌 그런 짓을 하시오? 또 말이 입 밖으로 나왔으나 귀로 들어갔으니, 누가 이 사실을 알겠소? | ” |

장현은 달아나 노양(魯陽)의 산속으로 들어갔다.

### 동탁과의 마찰
장온은 칙명에 따라 동탁을 불러냈으나, 그는 한참이 흘러 간신히 왔다. 장온은 동탁을 힐책하였으나, 동탁은 불손하게 대꾸하였다. 자리에 있었던 손견이 나와 귓속말을 하였다.
| “ | 동탁은 죄를 두려워하지 않으며, 거만하게 호언장담을 합니다. 바로 출두하지 않은 죄를 물어, 군법에 따라 참형에 처해야 합니다. | ” |

장온이 말하였다.
| “ | 동탁은 예전부터 농·촉 일대에 위엄과 명성을 떨치고 있으니, 오늘 그를 죽이면 서쪽을 평정할 수가 없게 될 것이오. | ” |

| “ | 명공께서는 친히 천자의 군세를 이끄시며, 위신을 천하에 떨치고 계십니다. 어찌하여 동탁에게 의지하려 하십니까? 동탁의 말을 살펴보니 명공을 깔보는데다가 윗사람을 가벼이 여겨 무례하기 짝이 없습니다. 이것이 첫 번째 죄입니다. 변장과 한수는 해를 넘도록 도량발호(跳梁跋扈)하고 있는데, 시기를 봐가며 토벌했어야 할 것을 동탁은 아직 안 된다고 하여 군세를 미혹되게 하였습니다. 이것이 두 번째 죄입니다. 동탁은 임무를 받았음에도 공적이 없고, 부름에도 늦게 응하였는데도 오히려 의기양양하며 우쭐해 있습니다. 이것이 세 번째 죄입니다. 옛 명장은 도끼를 손에 쥐고 군세를 다스리며, 단죄하여 위엄을 보이지 않은 자가 없었습니다. 때문에 사마양저는 장가(莊賈)를 베었고, 위강(魏絳)은 양간(楊干)(의 노복)을 죽인 것입니다. 지금 명공께서 동탁의 말대로 주살하지 않으시면, 위신과 형벌을 잃게 될 것입니다. | ” |

장온은 결단을 내리지 못하고 말하였다.
| “ | 당신은 일단 물러나 있으시오. 동탁의 의심을 살 수도 있소. | ” |

손견은 물러났다.

### 반란 진압 外
11월, 미양에서 북궁백옥을 물리쳤다. 장온은 조기에게 별동대를 주어 안정에 주둔시켰다. 주신은 물러나 금성의 유중(楡中)에서 변장과 한수를 포위하였으나, 동탁은 주신이 이기지 못하리라고 짐작하고 장온에게 말하였다.
| “ | 휘하의 군세를 돌려 배후를 치셔야 합니다. | ” |

장온은 듣지 않았고, 그에게 선령강을 토벌하도록 하였다. 어쩔 수 없이 동탁은 별부사마(別部司馬) 유정(劉靖)에게 보기 4천 명을 이끌도록 하고, 안정에 주둔시켜 견제하였다. 선령강은 군세를 돌려 동탁의 퇴로를 끊으려 하였으나, 안정에 수만의 군세가 있을 것이라 생각하였기 때문에 동탁이 조금만 공격하여도 길을 열어주었다. 한편 주신도 손견의 진언을 물리쳤고, 몸소 금성을 포위하여 외벽을 부수었다. 하지만 적들은 규원(葵園)으로 진출하여 퇴로를 끊었고, 주신은 치중을 버리고 달아나니, 결국 아무도 이기지 못하였다.
이듬해 2월, 태위 장연이 파면되었다. 영제는 장안에 사자를 보내 장온을 태위로 승진시켰으니, 삼공이 조정 밖에 있는 것은 장온이 처음이었다. 그 해 겨울, 장온은 수도로 돌아갔다. 변장·북궁백옥·이문후는 한수에게 살해당하였고, 황보숭이 좌장군으로 복귀하여 동탁과 함께 한수를 토벌하였다. 장온은 호항후(互鄕侯)에 봉해졌다.
이듬해 4월, 장온이 파면당하고 후임 태위로 최열이 임명되었으나, 이후 장온은 사례교위로 복직하였다. 훗날 토로교위(討虜校尉) 갑훈이 종정 유우·좌군교위(佐軍校尉) 원소 등과 함께 환관 주멸을 도모하였다. 장온은 상주문을 올렸고, 갑훈을 경조윤에 천거하였다. 영제는 갑훈을 곁에 두고 싶었으나, 갑훈을 내심 미워하였던 환관 건석 등이 장온의 상주를 따를 것을 종용하였다. 때문에 갑훈은 경조윤이 되었다.

### 죽음
훗날 장온은 위위가 되었다. 동탁이 조정의 실권을 장악하고, 태사를 자칭하였다. 장온은 사도 왕윤과 함께 동탁 암살을 획책하였으나, 그때 태사(太史)가 날씨를 살펴보고 말하였다.
| “ | 대신들 중 처형해야 할 자가 있습니다. | ” |

이전에 손견이 장온에게 동탁을 죽일 것을 권한 것에 한을 품어왔던 동탁은, 사람을 시켜 장온이 원술과 내통하고 있다고 무고하였다. 장온은 저자에서 매를 맞고 죽었으니, 초평 2년(191년) 11월 5일(음력 10월 1일, 임술일(壬戌日))의 일이었다.

## 같이 보기
- 삼국지 인물 목록
- 범엽
- 나관중